# Лютиков, Николай Фёдорович
Николай Федорович Лютиков (1940—2021) — советский штурман полярной авиации. В полярной авиации с 1962 года.

## Биография
Родился в деревне Перемут, Калининской области в 1940 году.

В 1960 году закончил Челябинское высшее военное авиационное Краснознамённое училище штурманов с отличием, однако в связи с сокращением армии и несогласием работать на наземной должности, устроился работать на Рыбинский завод приборостроения.
В 1962 году был принят на должность штурмана 248 Объединённый авиаотряд Управления Полярной Авиации ГВФ, с 1971 года штурман инструктор.
Совместно с Аккуратовым Валентином Ивановичем обеспесивал многочисленные высокоширотные экспедиции, проводил Ледовую разведку восточного сектора Арктики.
В период с 1967 по 1968 год обеспечивал в штурманском отношении 13 Советскую арктическую экспедицию, проводимую под руководством Трешникова Алексея Федоровича.
Имел допуск на следующих типах воздушных судов: Ан-2, Ми-4, Ли-2, Ил-14, Ил-18, Ту-134, Ан-26.
Был отобран в качестве штурмана, обеспечивающим проект перелета по маршруту Валерия Павловича Чкалова Москва — Северный полюс — Ванкувер
на опытном вертолете В-12. В связи с закрытием проекта, полет не состоялся.